# Dorpsstraat 17 (Ouderkerk aan den IJssel)
Het monumentale pand aan de Dorpsstraat 17 in de plaats Ouderkerk aan den IJssel, in de Nederlandse provincie Zuid-Holland, is gebouwd op de plaats van het vroegere ambachtshuis, annex veerhuis, rechthuis en herberg. Het pand staat op de hoek van de Dorpsstraat en de Kalverstraat recht tegenover de steiger van het veer over de Hollandse IJssel. Aan de overzijde op de hoek van de Dorpsstraat en de Kalverstraat staat de kerk van Ouderkerk aan den IJssel.

## Geschiedenis
Het pand aan de Dorpsstraat 17 staat op het zogenaamde kerkeweer, dat in het bezit is geweest van de kerk van Ouderkerk. De eerste vermelding van het ambachtshuis op deze plek dateert uit 1448. Rond deze plek ontwikkelde zich de oude dorpskern van Ouderkerk. Het strategisch aan het veer gelegen pand werd gebruikt door de ambachtsheren van de heerlijkheid Ouderkerk, die onder meer beschikten over de veerrechten. Het huis werd ook wel het "Heerenhuis" genoemd. In 1632 werd nog bij een verkoop de conditie genoemd dat in dit pand "ten eeuwige dagen de justitiële- en burgerlijke zaken zouden worden behandeld". Na de afschaffing van de heerlijke rechten is er waarschijnlijk een einde gekomen aan deze "eeuwige" verplichting. In de 17e eeuw wordt er ook al gesproken over de herbergiers die het pand exploiteerden.
Het huidige pand dateert uit de 18e eeuw. Het pand heeft ook vanaf die tijd een horecafunctie gehad. Ook de achter de herberg gelegen kolfbaan behoorde tot het complex. De herberg was onder meerdere namen bekend, in de 19e eeuw als "De Gouden Koetswagen" en later als "De Harmonie". Sinds 1973 is het gebouw erkend als een rijksmonument. Het pand heeft aan de benedenzijde witgepleisterde gevels. Op de verdieping bevinden zich drie zesruitsschuiframen met boven het middelste venster een gebogen vierruitsvenster. De noordelijke zijgevel telt op de verdieping vijf ruitsschuiframen. Op de benedenverdieping bevinden zich zowel in de voor- als in de zijgevel T-vensters. In de voorgevel flankeren twee van deze vensters de entree tot het pand.